# Kenya az 1972. évi nyári olimpiai játékokon
Kenya az NSZK-beli Münchenben megrendezett 1972. évi nyári olimpiai játékok egyik részt vevő nemzete volt. Az országot az olimpián 4 sportágban 57 sportoló képviselte, akik összesen 9 érmet szereztek.

## Érmesek
| Érem  | Versenyző                                            | Sportág   | Versenyszám           |
| ----- | ---------------------------------------------------- | --------- | --------------------- |
| Arany | Kipchoge Keino                                       | Atlétika  | Férfi 3000 m akadály  |
| Arany | Charles Asati Munyoro Nyamau Robert Ouko Julius Sang | Atlétika  | Férfi 4 × 400 m váltó |
| Ezüst | Kipchoge Keino                                       | Atlétika  | Férfi 1500 m          |
| Ezüst | Benjamin Jipcho                                      | Atlétika  | Férfi 3000 m akadály  |
| Ezüst | Philip Waruinge                                      | Ökölvívás | Pehelysúly            |
| Bronz | Julius Sang                                          | Atlétika  | Férfi 400 m           |
| Bronz | Mike Boit                                            | Atlétika  | Férfi 800 m           |
| Bronz | Samuel Mbugua                                        | Ökölvívás | Könnyűsúly            |
| Bronz | Richard Murunga                                      | Ökölvívás | Váltósúly             |

## Atlétika
Férfi
| Versenyző                                            | Versenyszám     | Előfutam | Előfutam | Előfutam | Negyeddöntő      | Negyeddöntő      | Negyeddöntő      | Elődöntő | Elődöntő | Elődöntő | Döntő         | Döntő         |
| Versenyző                                            | Versenyszám     | Idő      | Hely.    | Össz.    | Idő              | Hely.            | Össz.            | Idő      | Hely.    | Össz.    | Idő           | Helyezés      |
| ---------------------------------------------------- | --------------- | -------- | -------- | -------- | ---------------- | ---------------- | ---------------- | -------- | -------- | -------- | ------------- | ------------- |
| John Mwebi                                           | 100 m           | 10,60    | 4.       | 31.      | kiesett          | kiesett          | kiesett          | kiesett  | kiesett  | kiesett  | kiesett       | kiesett       |
| Daniel Amuke                                         | 100 m           | 10,76    | 5.       | 54.      | kiesett          | kiesett          | kiesett          | kiesett  | kiesett  | kiesett  | kiesett       | kiesett       |
| Daniel Amuke                                         | 200 m           | 21,53    | 4.       | 35.      | nem állt rajthoz | nem állt rajthoz | nem állt rajthoz | kiesett  | kiesett  | kiesett  | kiesett       | kiesett       |
| Charles Asati                                        | 400 m           | 45,16    | 1.       | 1.       | 46,04            | 1.               | 10.*             | 45,47    | 4.       | 5.       | 45,13         | 4.            |
| Munyoro Nyamau                                       | 400 m           | 46,33    | 3.       | 18.      | 46,80            | 4.               | 24.              | kiesett  | kiesett  | kiesett  | kiesett       | kiesett       |
| Julius Sang                                          | 400 m           | 45,24    | 1.       | 2.       | 45,92            | 2.               | 5.               | 45,30    | 1.       | 2.       | 44,92         |               |
| Robert Ouko                                          | 800 m           | 1:47,44  | 1.       | 6.*      |                  |                  |                  | 1:47,61  | 1.       | 5.       | 1:46,53       | 5.            |
| Thomas Saisi                                         | 800 m           | 1:48,5   | 5.       | 20.*     |                  |                  |                  | kiesett  | kiesett  | kiesett  | kiesett       | kiesett       |
| Mike Boit                                            | 800 m           | 1:47,25  | 1.       | 4.       |                  |                  |                  | 1:45,87  | 1.       | 1.       | 1:46,01       |               |
| Mike Boit                                            | 1500 m          | 3:42,2   | 1.       | 20.      |                  |                  |                  | 3:41,34  | 1.       | 9.       | 3:38,41       | 4.            |
| Cosmas Silei                                         | 1500 m          | 3:52,0   | 7.       | 56.      |                  |                  |                  | kiesett  | kiesett  | kiesett  | kiesett       | kiesett       |
| Kipchoge Keino                                       | 1500 m          | 3:39,97  | 1.       | 1.       |                  |                  |                  | 3:41,15  | 1.       | 8.       | 3:36:81       |               |
| Kipchoge Keino                                       | 3000 m akadály  | 8:27,6   | 2.       | 3.       |                  |                  |                  |          |          |          | 8:23:64       |               |
| Amos Biwott                                          | 3000 m akadály  | 8:23,73  | 1.       | 1.       |                  |                  |                  |          |          |          | 8:33,48       | 6.            |
| Ben Jipcho                                           | 3000 m akadály  | 8:31,6   | 1.       | 11.      |                  |                  |                  |          |          |          | 8:24:62       |               |
| Ben Jipcho                                           | 5000 m          | 13:56,8  | 3.       | 32.      |                  |                  |                  |          |          |          | kiesett       | kiesett       |
| Evans Mogaka                                         | 5000 m          | 14:37,2  | 12.      | 53.      |                  |                  |                  |          |          |          | kiesett       | kiesett       |
| Paul Mose                                            | 5000 m          | 13:41,4  | 5.       | 16.      |                  |                  |                  |          |          |          | kiesett       | kiesett       |
| Paul Mose                                            | 10 000 m        | 28:18,74 | 5.       | 10.      |                  |                  |                  |          |          |          | 29:02,87      | 13.           |
| Naftali Temu                                         | 10 000 m        | 30:19,6  | 12.      | 42.      |                  |                  |                  |          |          |          | kiesett       | kiesett       |
| Richard Juma                                         | 10 000 m        | 29:13,0  | 11.      | 31.      |                  |                  |                  |          |          |          | kiesett       | kiesett       |
| Richard Juma                                         | Maraton         |          |          |          |                  |                  |                  |          |          |          | nem ért célba | nem ért célba |
| Fatwell Kimaiyo                                      | 400 m gát       | 51,23    | 6.       | 22.      |                  |                  |                  | kiesett  | kiesett  | kiesett  | kiesett       | kiesett       |
| William Koskei                                       | 400 m gát       | 50,58    | 4.       | 18.      |                  |                  |                  | kiesett  | kiesett  | kiesett  | kiesett       | kiesett       |
| Michael Murei                                        | 400 m gát       | 51,63    | 5.       | 24.      |                  |                  |                  | kiesett  | kiesett  | kiesett  | kiesett       | kiesett       |
| Charles Asati Munyoro Nyamau Robert Ouko Julius Sang | 4 × 400 m váltó | 3:01,27  | 2.       | 2.       |                  |                  |                  |          |          |          | 2:59:83       |               |

| Versenyző       | Versenyszám | Selejtező | Selejtező | Döntő    | Döntő    |
| Versenyző       | Versenyszám | Eredmény  | Helyezés  | Eredmény | Helyezés |
| --------------- | ----------- | --------- | --------- | -------- | -------- |
| Patrick Onyango | Hármasugrás | 14,74 m   | 30.       | kiesett  | kiesett  |

Női
| Versenyző       | Versenyszám | Előfutam | Előfutam | Előfutam | Negyeddöntő | Negyeddöntő | Negyeddöntő | Elődöntő | Elődöntő | Elődöntő | Döntő   | Döntő    |
| Versenyző       | Versenyszám | Idő      | Hely.    | Össz.    | Idő         | Hely.       | Össz.       | Idő      | Hely.    | Össz.    | Idő     | Helyezés |
| --------------- | ----------- | -------- | -------- | -------- | ----------- | ----------- | ----------- | -------- | -------- | -------- | ------- | -------- |
| Tekla Chemabwai | 400 m       | 53,38    | 4.       | 20.      | 53,54       | 7.          | 26.         | kiesett  | kiesett  | kiesett  | kiesett | kiesett  |
| Chereno Maiyo   | 800 m       | 2:04,86  | 5.       | 24.      |             |             |             | kiesett  | kiesett  | kiesett  | kiesett | kiesett  |
| Chereno Maiyo   | 1500 m      | 4:20,9   | 9.       | 30.      |             |             |             | kiesett  | kiesett  | kiesett  | kiesett | kiesett  |

* - egy másik versenyzővel azonos időt ért el

## Gyeplabda
| Kenyai férfi gyeplabdacsapat-játékoskeret | Kenyai férfi gyeplabdacsapat-játékoskeret |
| --- | --- |
| - Silvester Ashioya - Resham Singh Baines - Tarlochan Singh Chana - Brajinder Singh Daved - Davinder Singh Deegan - Philip D'Souza - Leo Fernandes - Jagjeet Singh Kular - Mohamed Ajmal Malik | - Amarjeet Singh Marwa - Harvinder Singh Marwa - Surjeet Singh Panesar - Reynold Pereira - Surjeet Singh Rihal - Jagmel Singh Rooprai - Ranjit Singh Sehmi - Harvinder Pal Singh Sibia - Avtar Singh Sohal |

### Eredmények
Csoportkör
B csoport
| Csapat               | M | Gy | D | V | G+ | G– | Gk  | P  |
| -------------------- | - | -- | - | - | -- | -- | --- | -- |
| India (IND)          | 7 | 5  | 2 | 0 | 25 | 8  | +17 | 12 |
| Hollandia (NED)      | 7 | 5  | 1 | 1 | 20 | 9  | +11 | 11 |
| Nagy-Britannia (GBR) | 7 | 4  | 1 | 2 | 15 | 10 | +5  | 9  |
| Ausztrália (AUS)     | 7 | 3  | 2 | 2 | 18 | 8  | +10 | 8  |
| Új-Zéland (NZL)      | 7 | 2  | 3 | 2 | 16 | 11 | +5  | 7  |
| Lengyelország (POL)  | 7 | 2  | 2 | 3 | 12 | 12 | 0   | 6  |
| Kenya (KEN)          | 7 | 1  | 1 | 5 | 8  | 17 | –9  | 3  |
| Mexikó (MEX)         | 7 | 0  | 0 | 7 | 1  | 40 | –39 | 0  |

| 1972. augusztus 27. | Kenya (KEN) | 0 – 1   | Lengyelország (POL) |  |
| 1972. augusztus 27. |             | (0 – 1) | Matuszyński         |  |

| 1972. augusztus 28. | Ausztrália (AUS) | 3 – 1   | Kenya (KEN) |  |
| 1972. augusztus 28. | Nilan 2 Riley    | (1 – 0) | Rihal       |  |

| 1972. augusztus 30. | Kenya (KEN) | 1 – 5   | Hollandia (NED)   |  |
| 1972. augusztus 30. | Rihal       | (0 – 2) | Kruize 4 F. Spits |  |

| 1972. augusztus 31. | Kenya (KEN) | 0 – 2   | Nagy-Britannia (GBR) |  |
| 1972. augusztus 31. |             | (0 – 1) | Corby Crowe          |  |

| 1972. szeptember 2. | India (IND)                   | 3 – 2   | Kenya (KEN) |  |
| 1972. szeptember 2. | Mukhbain Singh 2 Harmik Singh | (0 – 1) | Deegan 2    |  |

| 1972. szeptember 3. | Kenya (KEN) | 2 – 2   | Új-Zéland (NZL) |  |
| 1972. szeptember 3. | Panesar 2   | (2 – 2) | Dayman 2        |  |

| 1972. szeptember 4. | Kenya (KEN) | 2 – 1   | Mexikó (MEX) |  |
| 1972. szeptember 4. | Chana Daved | (1 – 0) | Mascaro      |  |

A 13. helyért
| 1972. szeptember 7. | Argentína (ARG) | 0 – 1 (h. u.)  | Kenya (KEN) |  |
| 1972. szeptember 7. |                 | (0 – 0, 0 – 0) | Sohal       |  |

| Csapat      | Helyezés |
| ----------- | -------- |
| Kenya (KEN) | 13.      |

## Ökölvívás
| Versenyző       | Versenyszám   | Selejtező         | 32-es főtábla                | Nyolcaddöntő                           | Negyeddöntő                   | Elődöntő                             | Döntő                        | Helyezés |
| Versenyző       | Versenyszám   | Ellenfél Eredmény | Ellenfél Eredmény            | Ellenfél Eredmény                      | Ellenfél Eredmény             | Ellenfél Eredmény                    | Ellenfél Eredmény            | Helyezés |
| --------------- | ------------- | ----------------- | ---------------------------- | -------------------------------------- | ----------------------------- | ------------------------------------ | ---------------------------- | -------- |
| Felix Maina     | Légsúly       | erőnyerő          | Franco Udella (ITA) · 0-5    | kiesett                                | kiesett                       | kiesett                              | kiesett                      | 17.      |
| John Nderu      | Harmatsúly    | erőnyerő          | Eduardo Barragan (COL) · 4-1 | Kim Dzsongik (Kim Jong-Ik) (PRK) · 4-1 | George Turpin (GBR) · 1-4     | kiesett                              | kiesett                      | 5.       |
| Philip Waruinge | Pehelysúly    | erőnyerő          | Jabar Feli (IRI) · 4-1       | Mohamed Salah Amin (EGY) · 5-0         | Jouko Lindbergh (FIN) · 4-1   | Clemente Rojas (COL) · 3-2           | Borisz Kuznyecov (URS) · 2-3 |          |
| Samuel Mbugua   | Könnyűsúly    | erőnyerő          | Girmaye Gabre (ETH) · 5-0    | Muniswamy Venu (IND) · 5-0             | Sven Erik Paulsen (NOR) · 4-1 | Jan Szczepański (POL) · visszalépett | kiesett                      |          |
| Richard Murunga | Váltósúly     | erőnyerő          | Alfons Stawski (POL) · 4-1   | Vartex Parsanian (IRI) · RSC           | Sergio Lozano (MEX) · KO      | Kajdi János (HUN) · 1-4              | kiesett                      |          |
| David Attan     | Nagyváltósúly | erőnyerő          | Mikko Saarinen (FIN) · RSC   | kiesett                                | kiesett                       | kiesett                              | kiesett                      | 17.      |
| Peter Dula      | Középsúly     |                   | erőnyerő                     | Witold Stachurski (POL) · 1-4          | kiesett                       | kiesett                              | kiesett                      | 9.       |
| Stephen Thega   | Félnehézsúly  |                   | Raymond Russell (USA) · RSC  | kiesett                                | kiesett                       | kiesett                              | kiesett                      | 17.      |

## Sportlövészet
Nyílt
| Versenyző            | Versenyszám           | Pont | Helyezés |
| -------------------- | --------------------- | ---- | -------- |
| Leonard Bull         | Gyorstüzelő pisztoly  | 548  | 55.      |
| Peter Laurence       | Gyorstüzelő pisztoly  | 533  | 58.      |
| John Harun           | Szabadpisztoly        | 512  | 54.      |
| Abdul Rahman Omar    | Szabadpisztoly        | 474  | 58.      |
| Simon Ekeno          | Sportpuska, fekvő     | 583  | 79.      |
| Dismus Onyiego       | Sportpuska, fekvő     | 590  | 56.      |
| Dismus Onyiego       | Sportpuska, összetett | 1063 | 60.      |
| John Muhato          | Sportpuska, összetett | 1040 | 64.      |
| Brian Carr-Hartley   | Trap                  | 165  | 51.      |
| Michael Carr-Hartley | Trap                  | 178  | 39.      |